# Telkom University
 (septembre 2023).
La mise en forme du texte ne suit pas les recommandations de Wikipédia : il faut le « wikifier ».
Les points d'amélioration suivants sont les cas les plus fréquents. Le détail des points à revoir est peut-être précisé sur la page de discussion.
- Les titres sont pré-formatés par le logiciel. Ils ne sont ni en capitales, ni en gras.
- Le texte ne doit pas être écrit en capitales (les noms de famille non plus), ni en gras, ni en italique, ni en « petit »…
- Le gras n'est utilisé que pour surligner le titre de l'article dans l'introduction, une seule fois.
- L'italique est rarement utilisé : mots en langue étrangère, titres d'œuvres, noms de bateaux, etc.
- Les citations ne sont pas en italique mais en corps de texte normal. Elles sont entourées par des guillemets français : « et ».
- Les listes à puces sont à éviter, des paragraphes rédigés étant largement préférés. Les tableaux sont à réserver à la présentation de données structurées (résultats, etc.).
- Les appels de note de bas de page (petits chiffres en exposant, introduits par l'outil «  Source ») sont à placer entre la fin de phrase et le point final[comme ça].
- Les liens internes (vers d'autres articles de Wikipédia) sont à choisir avec parcimonie. Créez des liens vers des articles approfondissant le sujet. Les termes génériques sans rapport avec le sujet sont à éviter, ainsi que les répétitions de liens vers un même terme.
- Les liens externes sont à placer uniquement dans une section « Liens externes », à la fin de l'article. Ces liens sont à choisir avec parcimonie suivant les règles définies. Si un lien sert de source à l'article, son insertion dans le texte est à faire par les notes de bas de page.
- La présentation des références doit suivre les conventions bibliographiques. Il est recommandé d'utiliser les modèles {{Ouvrage}}, {{Chapitre}}, {{Article}}, {{Lien web}} et/ou {{Bibliographie}}. Le mode d'édition visuel peut mettre en forme automatiquement les références.
- Insérer une infobox (cadre d'informations à droite) n'est pas obligatoire pour parachever la mise en page.

Pour une aide détaillée, merci de consulter Aide:Wikification.
Si vous pensez que ces points ont été résolus, vous pouvez retirer ce bandeau et améliorer la mise en forme d'un autre article.
 (octobre 2023).
L’université Telkom ou Telkom University (Tel-U) est une université privée située à Bandung. Fondée le 14 août 2013 par la fusion de quatre universités Telkom Education Foundation, à savoir Telkom Institute of Technology, Telkom Institute of Management, Telkom Polytechnic et Telkom STISI, Tel-U est l’une des premières universités privées à obtenir l’accréditation supérieure par BAN-PT en occupant plusieurs fois le titre de meilleure université privée en Indonésie et est l’une des meilleures universités en Indonésie

## Histoire

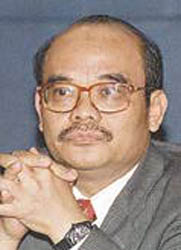
Ir. Cacuk Sudarijanto, président directeur de PT Telekomunikasi Indonesia pour la période 1988-1992, initiateur de l'Université Telkom.

L'Université Telkom a été fondée le 14 août 2013 en vertu de la Décision du Directeur Général de l'Enseignement Supérieur du Ministère de l'Éducation et de la Culture numéro 309/E/0/2013. L'Université Telkom est le résultat de la fusion de quatre établissements d'enseignement supérieur sous la Fondation Éducative Telkom, à savoir l'Institut de Technologie Telkom (IT Telkom), l'Institut de Gestion Telkom (IM Telkom), le Polytechnique Telkom et l'École Supérieure d'Arts et de Design d'Indonésie Telkom (STISI Telkom). L'Institut de Technologie Telkom était auparavant l'École Supérieure de Technologie Telkom (STT Telkom). L'Institut de Gestion Telkom était auparavant l'École Supérieure de Gestion et de Commerce Telkom (STMB Telkom). Le STT Telkom et le STMB Telkom ont été fondés en 1990 à l'initiative de PT Telkom, alors dirigée par le Directeur Général Ir. Cacuk Sudarijanto. Ces deux écoles supérieures étaient les premières en Indonésie à se spécialiser dans l'enseignement des industries des télécommunications et des technologies de l'information,.
Le campus de l'Université Telkom est situé dans la zone de Bandung Technoplex. Ce campus est le développement du campus STT Telkom qui a été inauguré par le Président de la République d'Indonésie, Soeharto, le 24 mars 1994. Dans le passé, cette zone était l'emplacement de la deuxième plus ancienne station de transmission radio en Indonésie, appartenant au gouvernement colonial néerlandais, qui a ensuite diffusé la nouvelle de la Proclamation de l'Indépendance de la République d'Indonésie le 17 août 1945 à travers le monde.
Le 31 août 2013, l'Université Telkom a été officiellement inaugurée par le Ministre de l'Éducation et de la Culture de la République d'Indonésie, le Prof. Dr Ir. Muhammad Nuh, DEA, lors d'une cérémonie qui s'est tenue à la Telkom University Convention Hall. Lors de cet événement, le premier recteur de l'Université Telkom, le Prof. Ir. Mochamad Ashari, M.Eng., Ph.D., qui était également professeur émérite en génie électrique à l'Institut de Technologie Sepuluh Nopember Surabaya, était présent.
L'Université Telkom, abrégée en Tel-U, a pour devise "Creating the Future" qui a été proposée par le Dr Ir. Arief Yahya, M.Sc., le Directeur Général de PT. Telekomunikasi Indonesia, Tbk, au moment de la création de Telkom University en tant que fusion de l'IT Telkom, de l'IM Telkom, du Polytechnique Telkom et du STISI Telkom.
Au début de l'année 2023, l'Institut de Technologie Telkom Jakarta a été officiellement fusionné dans cette université.

## Universitaires et gouvernance

### Recteur
Les plus hauts responsables de l'Université Telkom et dans l'exercice de leurs fonctions sont responsables devant le Président de la Fondation. Voici la liste des recteurs qui ont précédemment occupé ce poste :
- Prof. Ir. Mochamad Ashari, M.Eng., Ph.D. (2013-2018)[9]
- Prof. Dr. Adiwijaya, S.Si., M.Si. (2018-présent)

### Direction
La direction de l'Université Telkom est fonctionnellement placée sous la supervision du Vice-Recteur. Les principales responsabilités de la Direction et des Unités consistent à aider la direction de l'Université Telkom à organiser les activités et les services académiques au niveau de l'université.
- Direction du Secrétariat et de la Planification Stratégique
- Direction du parc technologique de Bandung
- Direction académique
- Direction des études supérieures et avancées
- Direction Centrale des Technologies de l'Information
- Direction des Ressources Humaines
- Direction de la Logistique et des Actifs
- Direction des Finances
- Direction du développement de carrière, des anciens élèves et des dotations
- Direction des Affaires Étudiantes
- Direction du marketing et des admissions
- Direction de la Coopération Stratégique et Bureau des Affaires Internationales
- Direction de la recherche et du service communautaire

### Facultés et programmes d'études
L'Université Telkom propose 34 programmes d'études gérés par sept facultés, comprenant deux programmes d'études en enseignement à distance (PJJ) et dix programmes d'études en classe internationale,.

#### Régulier et PJJ
- Faculté de Génie Électrique
  - S1 Ingénierie des Télécommunications
  - S1 Génie Électrique
  - S2 Génie Électrique
  - S1 Sciences et Technologies Intelligentes
  - S1 Ingénierie des Télécommunications (Jakarta)
  - S1 Génie Physique
  - S1 Informatique
  - S1 Génie Biomédical
  - S1 Systèmes d'Énergie
- Faculté de Génie Industriel
  - S1 Génie Industriel
  - S2 Génie Industriel
  - S1 Systèmes d'Information
  - S2 Systèmes d'Information
  - S1 Logistique
  - S1 Systèmes d'Information (Jakarta)
- Faculté d'Informatique
  - S1 Informatique
  - S2 Informatique
  - S3 Informatique
  - S1 Technologies de l'Information
  - S1 Ingénierie des Logiciels
  - S1 Technologies de l'Information (Jakarta)
  - S1 Informatique à Distance
  - S1 Science des Données
  - S2 Sécurité Cybernétique et Investigation Numérique
- Faculté d'Économie et de Gestion
  - S1 Gestion des Affaires des Télécommunications et de l'Informatique
  - S2 Gestion
  - S2 Gestion à Distance
  - S1 Comptabilité
  - S1 Gestion des Affaires Récréatives
- Faculté de Communication et de Commerce
  - S1 Administration des Affaires
  - S2 Administration des Affaires
  - S1 Communication
  - S2 Communication
  - S1 Relations Publiques Numériques
  - S1 Radiodiffusion Numérique
- Faculté des Industries Créatives
  - S1 Design de la Communication Visuelle
  - S1 Design de Produits
  - S1 Design d'Intérieur
  - S2 Design
  - S1 Artisanat Textile et Mode
  - S1 Arts Plastiques
  - S1 Design de la Communication Visuelle (Jakarta)
- Faculté des Sciences Appliquées
  - D3 Ingénierie des Télécommunications
  - D3 Ingénierie des Logiciels d'Application
  - D3 Systèmes d'Information
  - D3 Systèmes d'Information Comptable
  - D3 Technologies de l'Informatique
  - D3 Marketing
  - D3 Hôtellerie
  - S1 Technologie Appliquée à l'Ingénierie Multimédia
  - D3 Ingénierie des Télécommunications (Jakarta)

#### Classe internationale
- Faculté de génie électrique
  - S1 Ingénierie des Télécommunications
  - S1 Génie Électrique
- Faculté d'informatique
  - S1 Informatique
- Faculté de génie industriel
  - S1 Génie Industriel
  - Baccalauréat en systèmes d'information
- faculté d'économie et de commerce
  - S1 MBTI International (Commerce TIC)
  - Baccalauréat en comptabilité internationale
- Faculté de communication et de commerce
  - Licence en Sciences de la Communication
  - Diplôme d'Administration d'Entreprise
- Faculté des Industries Créatives
  - Baccalauréat en conception de communication visuelle

### Centre de recherche
- Centre de recherche en ingénierie centrée sur l'humain (HUMIC)
- Centre de recherche avancé sur les réseaux créatifs (AdCNet)
- Centre de recherche sur les entreprises et les politiques publiques en matière de TIC
- Centre de recherche sur l'écosystème d'entreprise numérique (DBE)
- Centre de recherche avancée sur les communications intelligentes (AICOMS)
- Centre de recherche sur l'Internet des objets (IoT)
- Au-delà du centre de recherche sur l'enseignement de l'ingénierie

### Groupe d'expertise
Le Groupe de Compétences à l'Université Telkom est un groupe fonctionnel de professeurs dans un domaine de connaissance et d'expertise spécifique au sein d'une unité de connaissances similaire, sous la forme d'une faculté, avec pour exécutants de ces fonctions de connaissance et d'expertise les professeurs. La fonction du Groupe de Compétences est d'exécuter des activités de développement de la connaissance et de l'expertise qu'ils maîtrisent à travers les Trois Missions de l'Enseignement Supérieur et leurs soutiens, tels que soutenir la mise en œuvre de l'éducation au sein des programmes d'études, planifier et mettre en œuvre divers programmes de recherche, ainsi que planifier et mettre en œuvre diverses activités de service public et d'engagement envers la société de manière programmée,,.
Chaque professeur de l'Université Telkom fait partie d'un groupe d'expertise en tant que forum de développement de la communauté universitaire et constitue la principale ressource de la faculté, à savoir comme suit :
- Faculté de Génie Électrique
  - Groupe d'Expertise en Ingénierie Informatique
  - Groupe d'Expertise en Instrumentation et Énergie
  - Groupe d'Expertise en Électronique de Contrôle et Systèmes Intelligents
  - Groupe d'Expertise en Réseaux, Cybernétique et Gestion de l'Ingénierie
  - Groupe d'Expertise en Transmission des Télécommunications
  - Groupe d'Expertise en Traitement de l'Information de Signal
- Faculté de Génie Industriel
  - Groupe d'Expertise en Système de Gestion de l'Ingénierie
  - Groupe d'Expertise en Cybernétique
  - Groupe d'Expertise en Système de Gestion de l'Ingénierie
  - Groupe d'Expertise en Entreprise et Système Industriel
- Faculté d'Informatique
  - Groupe d'Expertise en Systèmes Intelligents
  - Groupe d'Expertise en Systèmes Cyber-Physiques
  - Groupe d'Expertise en Ingénierie Logicielle
  - Groupe d'Expertise en Science des Données
  - Groupe d'Expertise en Intelligence, Informatique et Multimédia
- Faculté d'Économie et de Gestion
  - Groupe d'Expertise en Stratégie, Ressources Humaines, Entrepreneuriat et Économie
  - Groupe d'Expertise en Gestion Basée sur les TIC
  - Groupe d'Expertise en Études de Finance et de Comptabilité
- Faculté de Communication et de Commerce
  - Groupe d'Expertise en Innovation et Développement des Affaires
  - Groupe d'Expertise en Durabilité des Affaires et Organisation
  - Groupe d'Expertise en Sciences Humaines et Médias
  - Groupe d'Expertise en Relations Publiques et Communication Marketing
- Faculté des Industries Créatives
  - Groupe d'Expertise en Esthétique, Culture et Sciences Humaines
  - Groupe d'Expertise en Médias et Artisanat
  - Groupe d'Expertise en Conception et Stratégie
  - Groupe d'Expertise en Mode de Vie Innovant et Environnement Conçu
- Faculté des Sciences Appliquées
  - Groupe d'Expertise en Technologie des Télécommunications
  - Groupe d'Expertise en Technologie Interactive Multimédia
  - Groupe d'Expertise en Systèmes d'Information Appliqués
  - Groupe d'Expertise en Programmation Interactive
  - Groupe d'Expertise en Ressources Commerciales, Marketing et Tourisme
  - Groupe d'Expertise en Systèmes Embarqués et Réseau
  - Groupe d'Expertise en Systèmes d'Information Comptable

### Laboratoire, Studio et Atelier
En soutenant diverses activités éducatives (stages pratiques et préparation des travaux finaux des étudiants) ainsi que la recherche des enseignants, l'Université Telkom a développé des laboratoires, des studios et des ateliers répartis dans toutes les facultés, le PPDU et la Direction des études supérieures, avec un total de 48 en ETP, douze au FRI, onze au FIF, huit au FEB, quatre au FKB, douze au FIK, douze au FITS, un studio de troisième cycle et deux laboratoires de base au PPDU, pour un total de 110 laboratoires, studios ou ateliers,.
L'ensemble de ces bâtiments est utilisé pour la mise en œuvre des Trois Missions de l'Enseignement Supérieur, à savoir l'éducation, la recherche, et l'engagement envers la société, que ce soit par les professeurs qui sont membres de groupes de compétences ou par les étudiants sous la direction de ces professeurs. Par conséquent, en plus de soutenir les techniques de mise en œuvre des programmes éducatifs qui ont pour rôle de transformer les étudiants en experts du développement, les laboratoires, les studios et les ateliers sont des installations utilisées pour la recherche qui génère une productivité de publication scientifique dans divers forums nationaux et internationaux grâce aux résultats des recherches menées par la communauté académique,,.
Chaque laboratoire/studio/atelier est le suivant :
- Faculté de Génie Électrique
  - Lab. Réseau de Communication de Données
  - Lab. Réseau d'Accès
  - Lab. Système d'Exploitation
  - Lab. Base de Données
  - Lab. Programmation Orientée Objet
  - Lab. Sécurité des Réseaux
  - Lab. Système Embarqué
  - Lab. Multimédia
  - Lab. Système de Communication Mobile
  - Lab. Système de Communication
  - Lab. Électronique de Communication
  - Lab. Transmission de Base
  - Lab. Système de Communication Optique
  - Lab. Antenne Lab. Micro-ondes
  - Lab. Conception de Systèmes Électroniques
  - Lab. Mesure des Grandeurs Électriques
  - Lab. Technologie Numérique
  - Lab. Électronique Numérique
  - Lab. Contrôle de Systèmes de Base
  - Lab. Électronique Lab. Circuits Électriques
  - Lab. Électronique Biomédicale
  - Lab. Traitement de Signaux Numériques
  - Lab. Microprocesseur
  - Lab. Commutation Téléphonique
  - Lab. Informatique et Communications (C&C)
  - Lab. Thermodynamique Technique
  - Lab. Ingénierie de l'Énergie I
  - Lab. Ingénierie de l'Énergie II
  - Lab. Technologie de l'Énergie Électrique
  - Lab. Calcul Informatique
  - Lab. Acoustique Physique
  - Lab. Instrumentation et Contrôle
  - Lab. Recherche sur les Systèmes de Télévision (CATV)
  - Lab. Recherche sur la Télévision Numérique
  - Lab. Recherche en Robotique
  - Lab. Recherche en Applications et Développement Internet (IARD)
  - Lab. Recherche en Aéromodélisme et Télémétrie de Charge Utile (APTRG)
  - Lab. Recherche en Systèmes de Communication Électronique
  - Lab. Recherche en Nano-satellites & Stations Terriennes
  - Lab. Recherche en Systèmes Électroniques
  - Lab. Recherche en Automatisation Industrielle
  - Lab. Recherche en Traitement des Systèmes d'Information
  - Lab. Recherche en Systèmes Informatiques
  - Lab. Recherche en Matériaux Électroniques Atelier de Mécanique Atelier de Véhicules Électriques
- Faculté de Génie Industriel
  - Lab. Conception d'Aménagement des Installations (PTLF)
  - Lab. Analyse de la Conception du Travail et Ergonomie (APK & E)
  - Lab. Dessin Technique et Studio de Design
  - Lab. Processus de Fabrication (Prosman)
  - Lab. Production et Automatisation (Sispromasi)
  - Lab. Statistiques Industrielles et Recherche Opérationnelle (SIPO)
  - Lab. Simulation d'Affaires (Simbi)
  - Lab. Techno-Économie (Tekmi)
  - Lab. Systèmes d'Exploitation et Réseaux (SISJAR)
  - Lab. Analyse et Conception des Processus d'Affaires (BPAD)
  - Lab. Développement d'Applications d'Entreprise (EAD)
  - Lab. Base de Données & Programmation (DASPRO)
  - Lab. Développement de la Planification des Ressources d'Entreprise (ERP)
  - Lab. Gouvernance des TI, Gestion des Risques et Conformité (IT-GRC)
- Faculté d'Informatique
  - Lab. Ingénierie du Logiciel
  - Lab. Base de Données
  - Lab. Centre d'Apprentissage Technologique
  - Lab. Centre d'Extraction de Données
  - Lab. Informatique Lab. Programmation
  - Lab. Intelligence Artificielle
  - Lab. Multimédia
  - Lab. Matériel Informatique
  - Lab. Systèmes Informatiques
  - Lab. Télématique
  - Lab. Criminalistique et Sécurité Informatique Faculté d'Économie et de Gestion (FEG)
- Faculté d'Économie et de Gestion
  - Lab. Simulation d'Affaires
  - Lab. Comptabilité
  - Lab. Informatique
  - Lab. Commerce Électronique
  - Lab. Développement d'Applications de Ressources d'Entreprise (ERP) Studio Contenu d'Affaires
  - Lab. Langue
  - Lab. Statistiques
- Faculté de Communication et d'Affaires
  - Lab. Administration des Affaires
  - Lab. Radiodiffusion Radio
  - Lab. Radiodiffusion Télévisée
  - Lab. Photographie
- Faculté des Industries Créatives
  - Lab. Multimédia
  - Lab. Design de Communication Visuelle
  - Lab. Design Multimédia de Communication Visuelle
  - Lab. Dessin
  - Lab. Langue
  - Studio de Photographie
  - Studio de Vidéographie
  - Studio de Musique Numérique
  - Studio de Design de Communication Visuelle
  - Studio d'Artisanat Textile et de Mode
  - Studio de Peinture Studio de Céramique
- Faculté des Sciences Appliquées
  - Lab. Informatique
  - Lab. Programmation
  - Lab. Base de Données
  - Lab. Planification des Ressources d'Entreprise
  - Lab. Matériel Informatique
  - Lab. Multimédia
  - Lab. Réseau
  - Lab. Commande Logique Programmable
  - Lab. Électronique de Base
  - Lab. Alimentation et Boissons
  - Lab. Hôtellerie Atelier d'Électronique
- Direction des Études Supérieures
  - Studio de Recherche des Études Supérieures
- Programme d'Enseignement de Base et Général 
  - Lab. Physique Fondamentale
  - Lab. Informatique de Base

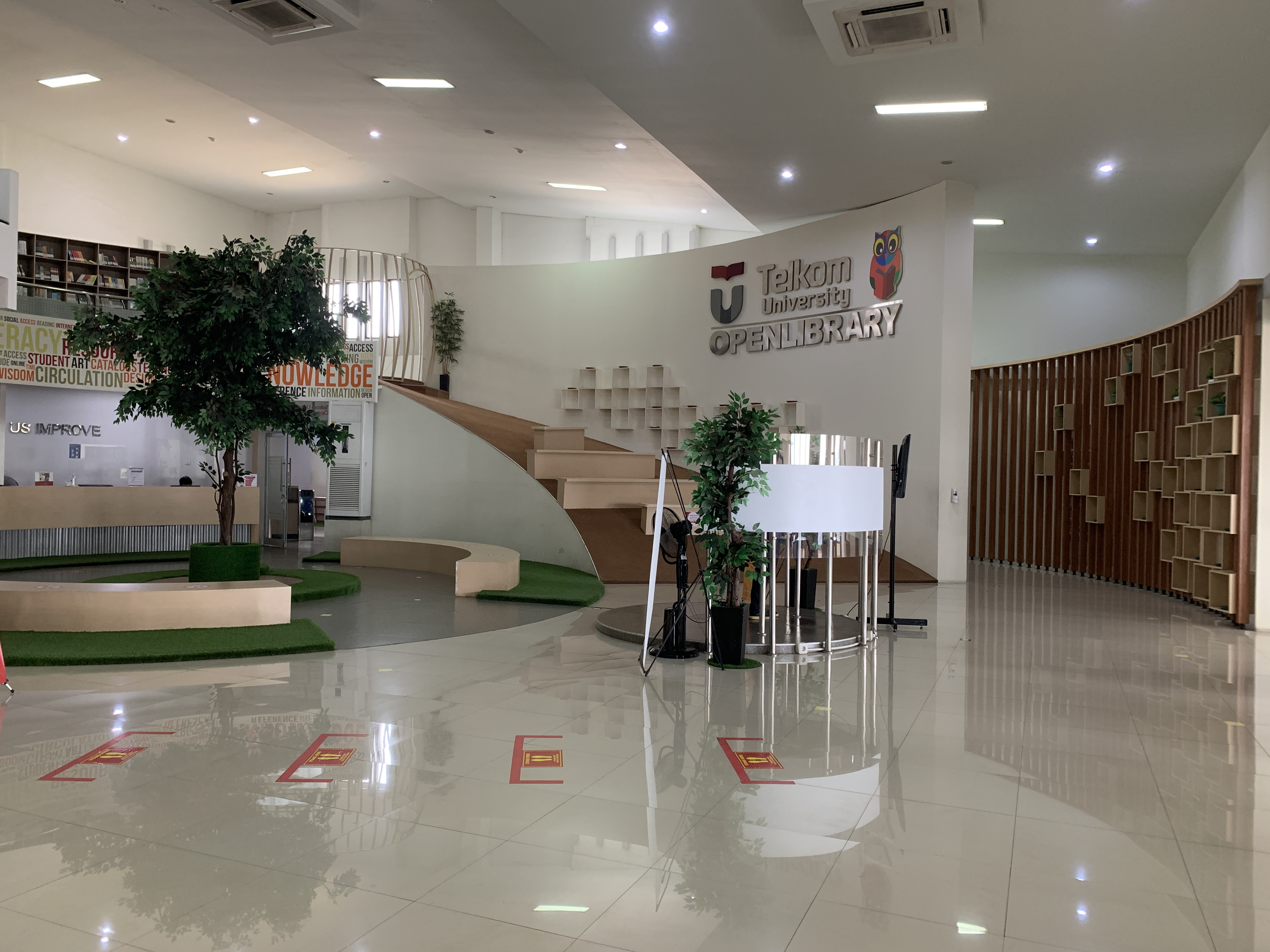
Open Library est la bibliothèque numérique de l'Université Telkom qui fournit des informations sur toutes les collections de la bibliothèque Telkom.

L'Unité d'Exécution Technique (UET) de la Bibliothèque de l'Université Telkom, située aux étages 3-4-5 du bâtiment Learning Center, est l'une des installations de soutien et de support pour la mise à disposition de diverses informations nécessaires à l'accomplissement des Trois Missions de l'Enseignement Supérieur, à savoir l'Enseignement, la Recherche, et l'Engagement envers la Société. La bibliothèque de l'Université Telkom a été développée en tant que Centre de Gestion des Connaissances, offrant une collection de livres de cours, une collection de livres de soutien à la recherche, une collection de livres de littérature générale, une collection de livres nationaux, une collection de livres d'envergure mondiale, et d'autres, avec un nombre de titres de livres et une quantité minimale de collections conformément aux normes nationales de l'enseignement supérieur (SNPT),.
En septembre 2016, l'Université Telkom a lancé la Telkom University Open Library, où plus de 14 000 mémoires de fin d'études, thèses de licence et thèses de master peuvent être consultés en ligne et gratuitement par tout le monde. La Telkom University Open Library est une marque de l'Unité des Ressources Scientifiques et de la Bibliothèque de l'Université Telkom, placée sous la responsabilité du Vice-Recteur III.
La bibliothèque propose plusieurs services, notamment le Catalogue d'Accès Public en Ligne (OPAC), le Prêt de Livres, les Ressources de Référence et Périodiques, les Revues Scientifiques en Ligne, le Coin de la Lutte, le Coin Français, la Photocopie, les Informations StelaLine, et la Zone Hotspot.
Plusieurs espaces dans la bibliothèque de Tel-U comprennent notamment une salle de collection de journaux située au 4e étage du bâtiment Learning Center, spécialement aménagée pour abriter des collections de journaux scientifiques, qu'ils soient sous forme imprimée, numérique, ou accessibles en ligne. Ensuite, il y a une salle de collection de travaux de fin d'études au 5e étage du bâtiment Learning Center, spécialement conçue pour les étudiants qui souhaitent obtenir des références pour leurs mémoires, thèses et projets de fin d'études à l'Université Telkom. Tous les mémoires, thèses et projets de fin d'études dans cette salle sont déjà au format numérique, bien organisés et publiés sous forme de répertoire de publications électroniques. Au 4e étage du bâtiment Learning Center, il y a une salle de loisirs conçue pour offrir des rafraîchissements et des divertissements aux étudiants. Cette salle propose de nombreux jeux et supports multimédias. Une autre salle présente dans la bibliothèque de Tel-U est la salle audiovisuelle et informatique qui met à disposition du matériel audiovisuel, des ordinateurs et une connexion internet.

### Centre de langue
Le Telkom University Language Center propose divers services linguistiques, à savoir :
- Divers cours d'anglais sont proposés : Cours d'anglais général (Niveaux : Débutant, Novice et Confirmé), Cours de conversation en anglais (Niveaux : Débutant, Intermédiaire et Avancé), Cours de préparation ECCT, Cours sur mesure (Anglais à des fins spécifiques), Cours d'anglais pour les études académiques (Anglais pour les présentations, Anglais pour la rédaction d'articles de revues, Anglais pour l'enseignement, Anglais pour les études à l'étranger), Cours d'anglais à des fins professionnelles (Anglais pour la prise de parole en public, Anglais pour les professions : Gestionnaires, Ingénieurs en TIC, Bibliothécaires, Journalistes, Professions juridiques, Finance, Administrations et Agents de première ligne, Personnel des établissements éducatifs, Personnel des bureaux gouvernementaux, Personnel des industries).
- ESAP (English Self-Access Program) est un service d'apprentissage accessible aux membres du campus via téléphone pendant les heures de travail.
- Test de compétence en anglais (EPrT), Test de compétence en communication en anglais (ECCT), Programme de test institutionnel - Le Test d'anglais comme langue étrangère (ITP TOEFL).
- Traduction (Indonésien, Anglais, Japonais), Relecture pour les revues internationales, Formations en langue sur place, Séminaires et Ateliers linguistiques.
- Divers autres cours de langues étrangères : Français, Japonais, Coréen, Arabe, etc.

### Apprentissage électronique (e-Learning)
Telkom University propose des installations d'apprentissage en ligne (e-Learning) pour soutenir l'enseignement en tant que complément aux méthodes d'apprentissage traditionnelles. Les technologies utilisées et les matériaux d'apprentissage pour ces installations e-Learning sont continuellement développés à travers divers programmes d'activités durables, impliquant le Conseil Académique de Tel-U ainsi que des examinateurs composés de professeurs éminents et d'experts en éducation de diverses universités partenaires de Telkom University. L'engagement envers le développement des installations e-Learning fait partie de la mise en œuvre de l'initiative CELOE (Center of e-Learning and Open Education) de Telkom University. L'application e-Learning de Telkom University s'appelle iDea (Integrated Distance Education Application), actuellement accessible via le portail du système d'information de Telkom University, iGracias (Système d'Information Intégré de Tel-U). De plus, pour soutenir cette méthode d'apprentissage en ligne, Telkom University met également en œuvre une bibliothèque ouverte (Open Library) ainsi que plusieurs certifications dans le domaine de l'informatique,.

## Campus

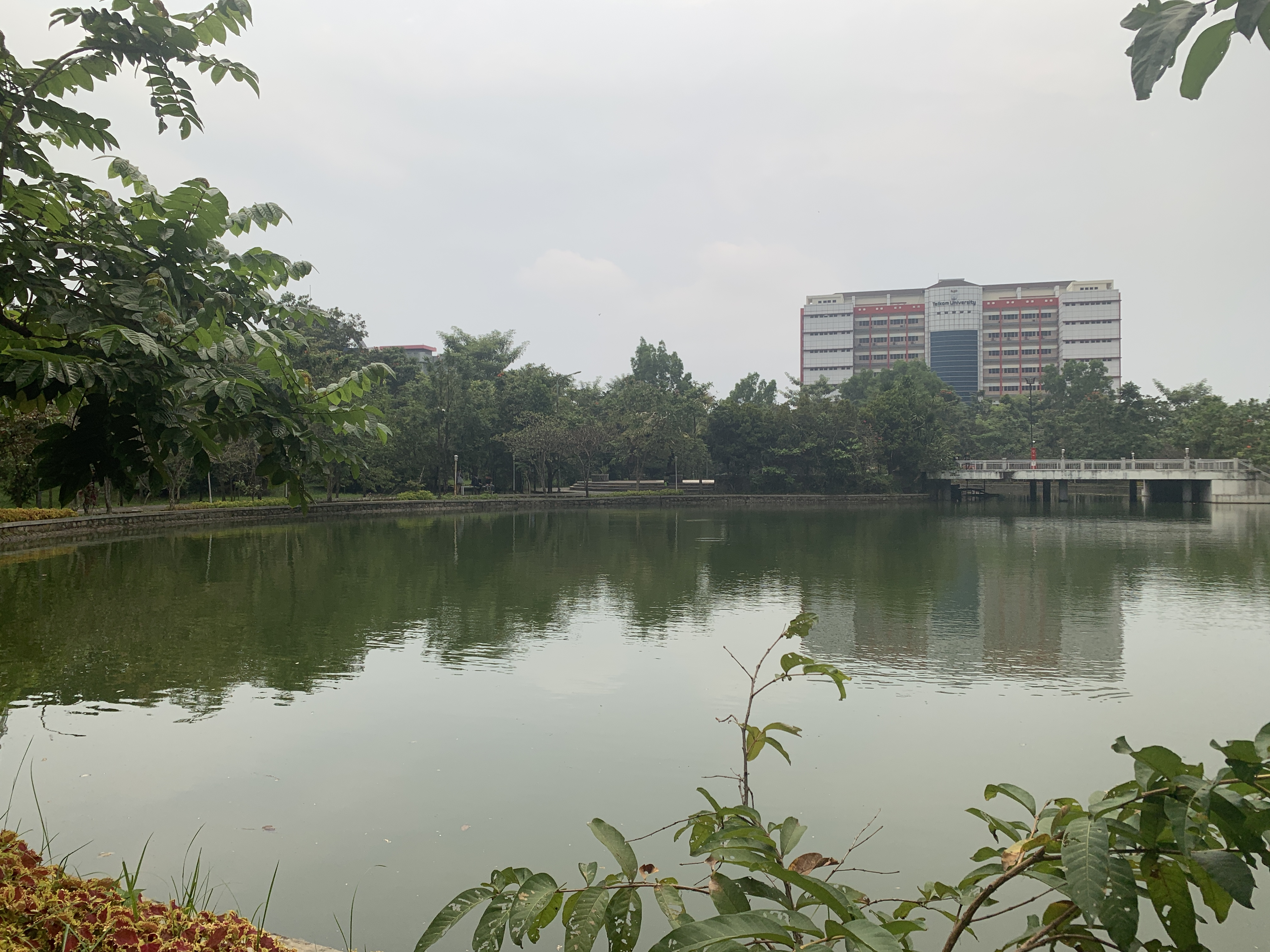
Le lac Galau est un lac emblématique de la zone du campus de l'université de Telkom.

La Fondation Éducative Telkom a un plan stratégique pour former un concept de fusion de plusieurs universités qui relèvent de son autorité sous le nom de Campus National de l'Université Telkom. Le Campus National de l'Université Telkom est composé de plusieurs campus décentralisés de l'Université Telkom répartis dans différentes régions. L'objectif de la création du concept de Campus National de l'Université Telkom est de contribuer à l'amélioration de la qualité de l'éducation dans l'espoir de promouvoir une éducation de qualité équitable dans tout l'Indonésie. Voici quelques-uns des campus inclus dans le Campus National de l'Université Telkom :

### Campus BT-Plex
Le Campus BT-Plex est le campus central de l'Université Telkom. Il est situé dans la région de Dayeuhkolot, dans la municipalité de Bandung, plus précisément sur la Jalan Telekomunikasi - Terusan Buahbatu, dans la région de Bandung Technoplex (BT-Plex). Toutes les facultés, les installations académiques ainsi que les installations de soutien sont situées sur ce campus.

### Campus de l'Université Telkom de Jakarta
Telkom University Jakarta fait partie du campus décentralisé de Telkom University qui est inclus dans le concept du Campus National de l'Université Telkom. Auparavant, Telkom University Jakarta était connue sous le nom d'Institut Teknologi Telkom Jakarta, abrégé en ITTelkom Jakarta. La fusion de l'Institut Teknologi Telkom Jakarta et de Telkom University a été officiellement annoncée dans la décision ministérielle de l'Éducation, de la Culture, de la Recherche et de la Technologie, numéro 115/E/O/2023 en date du 25 janvier 2023. Ce campus est situé dans la ville de Jakarta et dispose de deux emplacements différents : le Campus A est situé dans le district de Cengkareng, ville de Jakarta Barat, tandis que le Campus B est situé dans le district de Setiabudi, ville de Jakarta Selatan. Telkom University Jakarta a une vision et une mission alignées avec le campus principal de Telkom University, qui est de contribuer au développement national, avec l'espoir de fournir une éducation, une recherche et une innovation de haute qualité pour le bénéfice de la société, tant au niveau national que mondial.

### Campus Gegerkalong
Le Campus Gegerkalong est situé dans la région de Gegerkalong Hilir, au nord de la ville de Bandung, plus précisément dans le complexe de bureaux de PT Telkom. Sur ce campus, il y a un bâtiment dédié au programme de maîtrise en gestion (Program Studi S2 Manajemen) et aux cours internationaux du programme de licence en gestion (Program Studi S1 Manajemen - International ICT Business).

### Installations du campus
- Infrastructure de cours
  - Bâtiment de Cours Commun "Graha Wiyata Cacuk Sudarijanto" (16 salles de classe de 80 personnes, 78 salles de classe de 40 personnes, capacité totale de 4 400 personnes).
  - Bâtiment de Cours Commun de 10 étages (138 salles de classe de 50 personnes, 8 auditoriums de séminaire de 100 personnes, capacité totale de 7 700 personnes).
  - Salles de classe dans les facultés (100 salles de classe de 40 personnes, 12 salles de classe de 25 personnes, capacité totale de 4 300 personnes).
  - La capacité totale des salles de classe simultanées (à l'exclusion des salles de réunion, des laboratoires, des salles des enseignants et des bureaux) est de 16 400 personnes.
  - Le bâtiment d'enseignement TULT (Telkom University Landmark Tower) est l'un des bâtiments d'enseignement publics. Il sert également de bâtiment d'enseignement pour trois facultés, à savoir la Faculté de Génie Industriel, la Faculté d'Informatique et la Faculté de Génie Électrique. Composé de 19 étages, ce bâtiment est le bâtiment d'enseignement le plus élevé de Java occidental. TULT est un bâtiment intelligent qui promeut le concept respectueux de l'environnement. En plus des bureaux administratifs, le bâtiment est également équipé d'infrastructures pour une méthode d'apprentissage hybride (combinaison d'apprentissage en ligne et en présentiel) et dispose également de laboratoires[25].
- Auditorium du campus
  - Telkom University Convention Hall (TUCH)
  - Bâtiment polyvalent FTE-FRI-FTI
  - Auditorium FTE-FRI-FTI
  - Aula FEB-FKB
  - Aula FIK
  - Aula FIT
- Dortoir, pour les étudiants de première année, il est obligatoire de vivre dans le dortoir du campus. Les installations du dortoir comprennent : 
  - Installations de la chambre
  - Mushola (salle de prière)
  - Terrain polyvalent
  - Hall d'entrée (salle de séjour)
  - Salle polyvalente
  - Accès Internet 24 heures sur 24
  - Agents de sécurité
  - Parking pour les véhicules des résidents du dortoir
- Infrastructures pour les cérémonies et les sports
  - Terrain pour la cérémonie du drapeau
  - Court de tennis
  - Terrain de basket-ball couvert
  - Mur d'escalade
  - Court de badminton
  - Piste de course
  - Terrains de futsal en plein air et couverts
  - Centre de fitness
  - Centre étudiant
- Cafétéria et Boutique du Campus
  - Centre d'affaires (au sud du campus)
  - Cafétéria de la Coopérative Citra (au sud du campus)
  - Cafétéria FIT
  - Cafétéria FIK
  - Cafétéria T-Mart
  - Cafétéria Bambu
  - Cafétéria du Dortoir
  - Cafétéria de l'Honnêteté (Gedung Cacuk Sudarijanto)
  - T-Mart
  - Toko ATK dan Fotokopi Koperasi Citra
  - Toko Koperasi Mahasiswa
- Bureau de la banque et centre de guichets automatiques
  - Bureau de la banque Mandiri (Gedung Learning Center, 1er étage)
  - Bureau de la banque BNI (entrée principale du campus)
  - Centre de guichets automatiques Gedung Cacuk Sudarijanto
  - Centre de guichets automatiques à la porte nord
  - Centre de guichets automatiques T-Mart
- La Mosquée Syamsul 'Ulum, la grande mosquée du campus de l'Université Telkom, a une capacité d'accueil allant jusqu'à 6000 fidèles. La Mosquée Syamsul ’Ulum est située dans le complexe du campus de l'Université Telkom, elle a été fondée le 28 septembre 1994, marquée par la pose de la première pierre par le Ministre de l'Éducation et de la Culture de l'époque, le Prof. Dr. Ing. Wardiman Djojonegoro. La mosquée a été inaugurée le 29 mai 1996 par le Ministre de la Recherche et de la Technologie de l'époque, le Prof. Dr. Ing. B. J. Habibie, qui a souligné qu'il n'était pas nécessaire de faire une dichotomie entre la science et la connaissance religieuse[26].
- Le portail du Système d'Information iGracias (Système d'Information Intégré de Tel-U), est une plateforme de services pour les processus éducatifs et la gestion du campus de manière intégrée. Presque tous les services éducatifs, qu'ils soient académiques ou de soutien, sont basés sur iGracias. L'accès à iGracias peut être effectué en utilisant un compte unique et une connexion unique (SSO) fournie aux administrateurs, aux enseignants, aux étudiants, aux parents d'étudiants et au personnel administratif, chacun ayant des droits d'accès spécifiques en fonction de leur groupe d'utilisateurs (groupe d'utilisateurs). Tout le personnel et les étudiants peuvent utiliser toutes les installations informatiques intégrées avec le même compte. Les applications accessibles comprennent notamment Tune, iGracias, un blog, un e-mail, Office 365 et plusieurs autres applications de soutien.
- TUNE (Telkom University Network Engine), un service de connexion Internet sans fil basé sur un compte unique et une connexion unique (SSO) avec une couverture de signal dans tout le campus, y compris les facultés et les espaces publics, avec une bande passante totale de 910 Mbps.
- Le Centre de Santé Étudiant, un service de santé pour l'ensemble des étudiants et de la communauté académique, appelé Telkomedika. Telkomedika est l'une des filiales de Yakes Telkom fondée en 2008. Les installations fournies par les services de santé de Telkomedika comprennent notamment les soins de santé de premier niveau en ambulatoire (clinique générale et dentaire), les soins de santé ambulatoires de niveau avancé (médecins spécialistes, analyses de laboratoire, physiothérapie, etc.), les soins hospitaliers avec une référence des soins de santé de premier niveau ou une référence des soins de santé ambulatoires de niveau avancé. Les salles de soins de Telkomedika à l'Université Telkom sont également équipées de matériel médical[27].
- Services de conseil, gérés par la Direction des affaires étudiantes et peuvent être effectués en ligne ou hors ligne. Le conseil en ligne est effectué par le biais d’une fonction de message en ligne avec un conseiller de la Direction des affaires étudiantes de l’Université Telkom, tandis que le conseil hors ligne est effectué en face à face[28].

- Le lac Resapan et Telkom University Plaza sont intégrés au système de gestion de l'environnement vert et à la gestion des ressources en eau dans le cadre de l'engagement du campus vert. En plus d'avoir une forêt sur le campus et un système de drainage, l'Université de Telkom dispose également d'un lac d'absorption équipé d'une place et d'une piste de course comme espace public ouvert. La place du lac, située au milieu de la zone du campus, fonctionne également comme un carrefour reliant toutes les zones du complexe universitaire. Sur cette place et dans la zone du lac, diverses activités artistiques en plein air sont également souvent organisées, notamment l'organisation de soirées culturelles qui font partie de la mise en œuvre de l'ICoICT 2013 (Conférence internationale sur les technologies de l'information et de la communication), auxquelles participent des conférenciers et présentateurs clés du 30 pays sur différents continents ainsi que des agents publics
- Tuc-Tuc, Telkom University dispose également d'installations de transport gratuites pour l'ensemble de la communauté universitaire appelées Tuc-Tuc. L'utilisation de Tuc-Tuc vise à faciliter l'accès et à soutenir la mobilité de tous les étudiants ou professeurs vers les bâtiments de cours, les facultés et autres bureaux de services aux étudiants. Cette fonctionnalité est intégrée en temps réel à l'application mobile MyTelU disponible sur le Play Store et l'App Store. La fonctionnalité My Tuc-Tuc sur MyTelU Mobile offre un accès facile à l'ensemble de la communauté universitaire car elle contient des informations sur les itinéraires opérationnels Tuc-Tuc. Tuc-Tuc est actuellement l'une des installations de transport dédiées de l'Université de Telkom[29].
- Campus Bus répond aux besoins de transport des résidents du campus, au départ du campus Gegerkalong vers le campus BT-Plex ou vice versa. Souvent, ces bus sont appelés « bus bleus » ou « lèvres » en raison de leur couleur bleue. Tous les lundis et vendredis, le bus part de Gegerkalong à 07h00 WIB et revient de BT-Plex à Gegerkalong à 16h30 WIB.

## Conférence internationale
L'Université Telkom a accueilli plusieurs fois des conférences scientifiques internationales organisées par chaque faculté en fonction de son domaine de recherche. L'organisation de ces conférences scientifiques est réalisée en collaboration avec des organisations internationales de recherche ou professionnelles dans le domaine de chaque faculté, de sorte que les publications scientifiques de ces conférences sont incluses dans les référentiels scientifiques des organisations internationales de recherche ou professionnelles concernées, telles que l'IEEE, Global Illuminators, etc., et elles sont indexées sur des portails de publications scientifiques réputés tels que Scopus, Copernicus, Science Direct, etc.
L'organisation de conférences scientifiques internationales par l'Université Telkom est une plateforme de diffusion scientifique ouverte permettant un échange de résultats de recherche entre les chercheurs des universités, des instituts de recherche et de l'industrie de divers pays et d'Indonésie avec ceux produits par les enseignants et les chercheurs de l'Université Telkom.
- Conférence internationale des technologies de l'information et de la communication (ICoICT), Faculté d'informatique[31],[32]
- Conférence Asie-Pacifique sur le sans fil et le mobile (APWiMob), Faculté de génie électrique[33]
- Conférence internationale sur l'automatisation industrielle, les technologies de l'information et de la communication (IAICT), Faculté de génie électrique[34]
- Conférence internationale sur l'électronique aérospatiale et la technologie de télédétection (ICARES), Faculté de génie électrique[35]
- Séminaire international et conférence sur l'organisation apprenante (ISCLO), Faculté d'économie et de commerce, Faculté de communication et de commerce[30]
- Conférence internationale sur les tendances mondiales de la recherche universitaire (GTAR), Faculté des sciences économiques et commerciales[36]
- Conférence internationale sur les tendances émergentes de la recherche universitaire (ETAR), Faculté de communication et de commerce[37]
- Conférence internationale sur les sciences des données et de l'information (ICoDIS), Faculté d'informatique, Université Telkom[38]
- Mouvement créatif de Bandung (BCM), Faculté des industries créatives[39]

## Affiliés internationaux
Voici quelques-unes des filiales internationales de l'Université Telkom :
- Université de Kyoto
- Université de Glasgow
- Université Curtin
- Université Deakin
- Université de Twente
- Université du Colorado à Boulder
- Institut de technologie de Tokyo
- Université de Chongqing
- Université de Hanyang
- Université d'Australie du Sud
- Université de Malaisie
- Université d'Hiroshima
- Université technologique malaisienne
- Université Putra Malaisie
- Université de Coventry
- Université de Hull
- Université de Kanazawa
- Université Inha
- Université de technologie MARA
- Université métropolitaine de Leeds
- Institut de technologie et de science SRM
- Université de Malaisie Pahang
- Université de technologie Petronas
- CISCO International Limitée
- Alliance O-Ran
- Altair Engineering SDN BHD
- Baicells Technologies
- Deltav Robotique
- Réseaux Juniper

## Accréditation et classement

### Accréditation
L'Université Telkom est la première université privée d'Indonésie à être accréditée comme supérieure par BAN-PT, sur la base de la lettre de décision du Conseil national d'accréditation pour l'enseignement supérieur (BAN-PT) n° 2. 407/SK/BAN-PT/AK-ISK/PT/2021 de 2021. L'Université Telkom a également reçu une note de 4 étoiles par QS Star et est la seule université à posséder une certification internationale en technologie de l'information en Indonésie (ISO 20000-1 : 2018). En dehors de cela, Tel-U a obtenu une accréditation internationale, notamment ASIC, IABEE et ABEST21.

Voici l'accréditation BAN-PT pour les programmes d'études à l'Université Telkom :
| Fakultas           | Jenjang | Program Studi                      | Akreditas BAN-PT |
| ------------------ | ------- | ---------------------------------- | ---------------- |
| Teknik Elektro     | S1      | Teknik Elektro                     | Unggul           |
| Teknik Elektro     | S1      | Teknik Telekomunikasi              | Unggul           |
| Teknik Elektro     | S1      | Teknik Fisika                      | Unggul           |
| Teknik Elektro     | S1      | Teknik Komputer                    | Unggul           |
| Teknik Elektro     | S1      | Teknik Biomedis                    | Baik             |
| Teknik Elektro     | S2      | Teknik Elektro                     | Unggul           |
| Teknik Elektro     | S1      | Smart Science and Technology       | Unggul           |
| Rekayasa Industri  | S1      | Teknik Industri                    | A                |
| Rekayasa Industri  | S1      | Sistem Informasi                   | Unggul           |
| Rekayasa Industri  | S1      | Teknik Logistik                    | Baik             |
| Rekayasa Industri  | S2      | Teknik Industri                    | Baik Sekali      |
| Rekayasa Industri  | S2      | Sistem Informasi                   | Baik             |
| Informatika        | S1      | Informatika                        | Unggul           |
| Informatika        | S1      | Rekayasa Perangkat Lunak           | Baik Sekali      |
| Informatika        | S1      | Teknologi Informasi                | B                |
| Informatika        | S1 PJJ  | Informatika                        | Baik             |
| Informatika        | S1      | Sains Data                         | Baik             |
| Informatika        | S2      | Informatika                        | A                |
| Informatika        | S2      | Cybersecurity and Digital Forensic | Baik             |
| Informatika        | S3      | Informatika                        | Baik             |
| Ekonomi dan Bisnis | S1      | Manajemen                          | Unggul           |
| Ekonomi dan Bisnis | S1      | Akutansi                           | Unggul           |
| Ekonomi dan Bisnis | S2      | Manajemen                          | Unggul           |
| Ekonomi dan Bisnis | S2 PJJ  | Manajemen                          | Baik Sekali      |
| Ekonomi dan Bisnis | S1      | Leisure Management                 | New              |

| Fakultas              | Jenjang | Program Studi                     | Akreditas BAN-PT |
| --------------------- | ------- | --------------------------------- | ---------------- |
| Komunikasi dan Bisnis | S1      | Ilmu Komunikasi                   | A                |
| Komunikasi dan Bisnis | S1      | Administrasi Bisnis               | Unggul           |
| Komunikasi dan Bisnis | S1      | Hubungan Masyarakat               | B                |
| Industri Kreatif      | S1      | Desain Komunikasi Visual          | A                |
| Industri Kreatif      | S1      | Desain Produk                     | A                |
| Industri Kreatif      | S1      | Seni Rupa                         | Unggul           |
| Industri Kreatif      | S1      | Desain Interior                   | A                |
| Industri Kreatif      | S1      | Kriya                             | A                |
| Industri Kreatif      | S2      | Desain                            | Baik             |
| Ilmu Terapan          | D3      | Sistem Informasi                  | A                |
| Ilmu Terapan          | D3      | Teknologi Komputer                | Unggul           |
| Ilmu Terapan          | D3      | Sistem Informasi Akuntansi        | A                |
| Ilmu Terapan          | D3      | Manajemen Pemasaran               | Baik             |
| Ilmu Terapan          | D3      | Teknologi Telekomunikasi          | Unggul           |
| Ilmu Terapan          | D3      | Rekayasa Perangkat Lunak Aplikasi | Unggul           |
| Ilmu Terapan          | D3      | Perhotelan                        | A                |
| Ilmu Terapan          | D4      | Teknologi Rekayasa Multimedia     | Unggul           |

### Notation
L'Université Telkom a été classée plusieurs fois première parmi les meilleures universités privées d'Indonésie et l'une des meilleures universités d'Indonésie. Voici le classement de l'Université Telkom pour les six dernières années :
| Publication | 2018            | 2019               | 2020               | 2021               | 2022                 | 2023                 | Ref.   |
| --- | --------------- | ------------------ | ------------------ | ------------------ | -------------------- | -------------------- | ------ |
| QS : Classement mondial des universités                                                                              | NC              | NC                 | NC                 | NC                 | 1001-1200 (#10 ; *2) | 1001-1200 (#11 ; *2) | [ 43 ] |
| QS : Classement des universités d’Asie                                                                               | NC              | 451-500 (#16 ; *5) | 451-500 (#16 ; *4) | 401-450 (#13 ; *2) | 401-450 (#12 ; *2)   | 351-400 (#11 ; *2)   | [ 44 ] |
| THE : Classement mondial des universités                                                                             | NC              | NC                 | NC                 | 1001+ (#9)(*1)     | 1201+ (#14)(*2)      | 1501+ (#17)(*3)      | [ 45 ] |
| THE : Classement des universités d’Asie                                                                              | NC              | NC                 | NC                 | 401+ (#9)(*1)      | 401-500 (#10)(*1)    | À venir              | [ 46 ] |
| 4USI | NC              | #11 ; *1           | #17 ; *4           | #27 ; *7           | #11 ; *2             | #7; *2               | [ 47 ] |
| Interface utilisateur de GreenMetrics                                                                                | 150 (#10 ; *1)  | 135 (#9 ; *1)      | 123 (#9 ; *1)      | 102 (#9 ; *1)      | 77 (#9 ; *1)         | À venir              | [ 48 ] |
| Webométrie | 1957 (#10 ; *1) | 2481 (#15 ; *1)    | 2405 (#15 ; *1)    | 1376 (#7 ; *1)     | 1410 (#8 ; *1)       | 1364 (#9 ; *1)       | [ 49 ] |
| SCIMAGO | 710 (#dix)      | 781 (#25)          | 819 (#43)          | 796 (#40)          | 719 (#42)            | 5949 (#42)           | [ 50 ] |
| WURI | NC              | NC                 | 90 (#1)            | 78 (#1)            | 72 (#1)              | À venir              | [ 51 ] |
| "#" montre le classement des universités en Indonésie "*" indique le classement des universités privées en Indonésie |                 |                    |                    |                    |                      |                      |        |

## Performance
Les étudiants de l'Université Telkom ont réalisé diverses réalisations à l'échelle nationale et internationale. Un certain nombre de concours internationaux remportés par les étudiants de Tel-U, dont ARToolkit Emerging Ar Developers' Contest 2016, SAFMC 2018, E2FEST 2019, Huawei ICT Competition Southern Pacific 2018-2019, JDIE 2019, ISTEC 2020, WINTEX 2020, WSEEC 2021., ainsi que les compétitions ATU-Net Hackathon 2021.

## Affaires étudiantes
Les étudiants de l'Université Telkom doivent participer à diverses activités étudiantes qui sont enregistrées dans un relevé d'activité étudiant (TAK). Les domaines d'activités étudiantes comprennent les activités étudiantes (Ormawa), les unités d'activités étudiantes (UKM) et la formation de base en leadership organisationnel (LDKO), le leadership, le professionnalisme, la spiritualité, la culture, les sports, l'entrepreneuriat et le raisonnement.
- Bidang Kepemimpinan
  - Badan Eksekutif Mahasiswa KBM
  - Dewan Perwakilan Mahasiswa KBM
  - Korps Sukarela Palang Merah Indonesia (KSR PMI)
  - Korps Mahasiswa Protokoler (KMP)
  - Korps PASKIBRA
- Bidang Keprofesian
  - Himpunan-Himpunan Mahasiswa Program Studi
- Bidang Kerohanian
  - Keluarga Mahasiswa Muslim "Al-Fath"
  - Persekutuan Mahasiswa Kristen
  - Keluarga Mahasiswa Katolik
  - Keluarga Mahasiswa Hindu Saraswati
- Bidang Olahraga
  - Basket
  - Voli
  - Tenis Lapangan
  - Tenis Meja
  - Bulu Tangkis
  - Sepak Bola/Futsal
  - Softball "Riverside"
  - Catur
  - Airsoft Gun
  - Pencak Silat (Betako Merpati Putih)
  - Taekwondo
  - Wushu Naga Mas
  - Judo
  - Aikido
  - Capoeira
  - Karate Telkom University
  - Perhimpunan Mahasiswa Pecinta Alam ASTACALA
  - Perhimpunan Mahasiswa Pecinta Alam PERIMATRIK
  - Perhimpunan Mahasiswa Pecinta Alam GEMARAWANA
  - Perhimpunan Mahasiswa Pecinta Alam X-WASI
  - Institut Bioenergi Padma Bakti
- Bidang Kebudayaan/Kesenian
  - UKM Kalimantan
  - UKM Bengkel Seni Embun
  - Telkom University Choir (PSM)
  - Eka Sanvadita Orchestra (ESO)
  - Unit Kebudayaan Betawi (UKB)
  - Rumah Gadang
  - UKM Seni dan Budaya Jawa
  - Pandawa
  - UKM Ikatan Keluarga Anak Riau (IKRAR)
  - Unit Kesenian Sumatra Utara(UKSU)
  - Kebudayaan Sumatra Selatan
  - Kebudayaan Lampung
  - Swara Waditra Sunda (SWS)
  - Kesenian Bali (Widyacana Murti)
  - Unit Kebudayaan Aceh (UKA)
  - Keluarga Besar Mahasiswa Sulawesi (KBMS)
  - UKM Band
  - Unit Kebudayaan Jepang (Nippon Bunka-Bu)
  - Unit Kebudayaan Korea
- Bidang Kewirausahaan
  - Koperasi Mahasiswa
  - HIPMI Tel-U (Himpunan Pengusaha Muda Indonesia)
  - IMA Tel-U (Indonesia Marketing Association)
- Bidang Penalaran
  - Central Computer Improvement (CCI)
  - Student English Club (SEC)
  - Studi Jurnalistik, Sastra, dan Film (Aksara)
  - Robotic Club
  - Programming Club
  - Tel-U Satellite Society
  - Aeromodelling, Payload, and Telemetry
  - SEARCH (Student's Activity for Research and Competition Handling)
  - PRAMUKA Racana Tarumanagara (Gudep 27.139-27.140)
  - Amateur Radio Club (Tel-U ARC)
  - Esfera (TV Broadcasting Club)
  - T-Radio (FM & Internet Radio Broadcasting Club)
  - Tel-U IEEE Student Branch
- Komunitas
  - Paguyuban Mahasiswa Telkom Tasikmalaya
  - Ikatan Mahasiswa Banyumas (Iwak Mas)
  - Tel-U AIESEC
  - Tel-U Against AIDS (IAA)
  - Goweser
  - Perhimpunan Mahasiswa Bandung (Permib)
  - Family of Rain City (Forcy)
  - Perkumpulan Mahasiswa Bekasi

## Anciens élèves

### Organisation des anciens élèves
L'organisation des anciens de l'Université de Telkom s'appelle le Forum des anciens de l'Université de Telkom, en abrégé FAST et en anglais, elle s'appelle le Forum des anciens de l'Université de Telkom. FAST a été déclarée organisation d'anciens élèves au niveau universitaire le 2 octobre 2014. Cette déclaration a été suivie par les représentants des anciens élèves de l'Université Telkom et de quatre autres universités Telkom avant qu'elles ne fusionnent pour devenir l'Université Telkom.
Avec cette déclaration, le Telkom University Alumni Forum (FAST) est désormais une association composée de tous les anciens élèves de l'Université Telkom et des membres des associations d'anciens élèves qui existaient avant la fusion, à savoir le Telkom Institute of Technology Alumni Forum, la Telkom Institute of Management Alumni Association, l'Association des anciens élèves de STISI Telkom, ainsi que les associations d'anciens élèves de l'École des sciences appliquées de Telkom.
Lors de chaque séance ouverte du Sénat de l'Université de Telkom pour l'obtention du diplôme, après la procession d'inauguration des diplômés par le Chancelier/Président du Sénat et la lecture de l'engagement des diplômés, une tradition symbolique consistant à remettre des données sur les diplômés qui deviennent de nouveaux anciens élèves au La présidence de FAST est réalisée,.

### Anciens élèves notables
- Gina Sonia (MBA Bandung), pembaca berita di TVRI
- Herdy Rosadi Harman (MBA Bandung), direktur human capital BRI
- Faisal Syam (MBA Bandung), direktur human capital Telkom Indonesia
- Afriwandi (S1 Teknik Industri - STT Telkom 1991), direktur human capital management Telkom Indonesia
- Budi Setyawan Wijaya (S1 Teknik Industri - STT Telkom 1991, S2 Manajemen Keuangan - STMB 2001), direktur strategic portfolio Telkom Indonesia
- Dedi Suherman (S1 Teknik Elektro - STT Telkom 1991), presiden direktur Melon Indonesia
- Diatherman Anggen (S1 Teknik Telekomunikasi - STT Telkom 1991), vice president telecommunication 2 sales Infomedia Nusantara
- Edi Witjara (S1 Teknik Telekomunikasi - STT Telkom 1991), direktur enterprise & business service Telkom Indonesia
- Prasabri Pesti (S1 Teknik Telekomunikasi - STT Telkom 1991), CEO PINS
- Samudra Prasetio (S1 Teknik Telekomunikasi - STT Telkom 1991), executive vice president IT enabler Infomedia Nusantara
- Yuddy Aryadi (S1 Teknik Industri - STT Telkom 1991), direktur general support Yayasan Pendidikan Telkom
- Adi Arriansyah (S1 Teknik Elektro - Universitas Telkom 2015), Pendiri Sagara Technology, Harvard Business School Alumni 2023
- Abdul Hadi (S1 Teknik Industri - STT Telkom 1991), direktur utama Finnet
- Bambang Satya W  (S1 Teknik Industri - STT Telkom 1991), vice president human capital Telkomsigma
- Budi Satria Dharma Purba (S1 Teknik Telekomunikasi - STT Telkom 1991), CEO Telin
- DR. G.N. Sandhy Widyasthana, PMP (S1 Teknik Telekomunikasi - STT Telkom 1991), COO / portfolio director MDI Venture
- Eddy Witjara (S1 Teknik Telekomunikasi - STT Telkom 1991), direktur enterprise & business service Telkom Indonesia
- Eka Sofyan Rizal (S1 Desain Komunikasi Visual - IM Telkom 1991), mantan ketua Forum Desain Grafis Indonesia
- Emy Netty O. ( S1 Teknik Industri - STT Telkom 1991), vice president product management & marketing
- Heru Adryana ( S1 Teknik Industri - STT Telkom 1991), direktur finance & business support Finnet
- Heru Yulianto (S1 Teknik Elektro - STT Telkom 1991), vice president marketing & sales Telkomcel
- I Wayan Sukerta (S1 Teknik Elektro - STT Telkom 1991), direktur operation delivery Telkomsigma
- Jeamy Gumilarsjah (S1 Teknik Telekomunikasi - STT Telkom 1991), direktur utama Telkom Australia
- Joseph Sahat Raja (S1 Teknik Elektro - STT Telkom 1991), vice president RTI Cable
- Kharisma (S1 Teknik Elektro - STT Telkom 1991), CEO Telin Amerika Serikat
- Sri Safitri (S1 Teknik Telekomuniksi- STT Telkom 1991), DEVP customer experience & digitalisation Telkom Indonesia
- Syaiful Rahmi Soenaria (S1 Teknik Elektro - STT Telkom 1991), direktur bisnis dan penjualan Finnet
- Bakhtiar Rosyidi (STT Telkom), direktur human capital & finance TelkomSigma
- Lintong Simaremare (S1 Teknik Telekomunikasi - STT Telkom 1992), penulis buku inspirasi best seller
- Dharma Syahputra (S1 Teknik Industri - STT Telkom 1992), CHCO Kimia Farma
- Dodi Irawan (S1 Teknik Telekomunikasi - STT Telkom 1992), direktur utama Yayasan Pendidikan Telkom
- Dr. Henry Christiadi (S1 Teknik Telekomunikasi - STT Telkom 1992), Wakil Rektor II (Bidang Sumber Daya) Telkom University
- Mochamad James Falahuddin (S1 Informatika - STT Telkom 1992), pendiri & CTO Oxygen Indonesia
- Mohamad Ramzy (S1 Teknik Telekomunikasi - STT Telkom 1992), direktur finance and Risk management Telkomsel
- Tanto Suratno (S1 Informatika - STT Telkom 1992), direktur bisnis Telkomsigma
- Arief Purnomo (S1 Informatika - STT Telkom 1992), CEO Metrasys SAP Partner & vice president Telkomsigma
- M Rakhtomo (S1 Informatika - STT Telkom 1992), CEO SSI Oracle Partner & vice president Telkomsigma
- Adiwinahyu Basuki Sigit (S1 Teknik Telekomunikasi - STT Telkom 1993), direktur penjualan Telkomsel
- Agus Sophian (D3 Rekayasa Perangkat Lunak Aplikasi - STT Telkom 1993), CEO Poca Group
- Elnino Mohi (S1 Teknik Industri - STT Telkom 1993), Anggota Komisi XI DPR RI ( Bidang Keuangan, Perencanaan, Pembangunan Nasional dan Perbankan)
- Hendra Hendriawan Arifin (S1 Teknik Telekomunikasi - STT Telkom 1993), direktur proyek Nokia Eropa (Belgia, Belanda, Luxemburg)
- Prof. Suyanto (S1 Informatika - STT Telkom 1993), Guru Besar Telkom University
- Prof. Maman Abdurohman, S.T,. M.T. (S1 Informatika - STT Telkom 1993), Guru Besar Telkom University
- M. Dedy Vansophi (S1 Desain Komunikasi Visual - IM Telkom 1994), pemilik FASTCOMM dan sutradara
- Andri Pranata (S1 Teknik Elektro - STT Telkom 1995), CEO Sampoerna Telekomunikasi Indonesia
- Hendri Budi (S1 Teknik Industri - STT Telkom 1995), pemilik Bebek Kaleyo
- M. Andre Reinaldy H (S1 Teknik Industri - STT Telkom 1995), senior vice president - head of retail & device management, Indosat Ooredoo
- Roby Roediyanto (S1 Teknik Telekomunikasi - STT Telkom, S2 Manajemen Keuangan - Univeritas Telkom), direktur corporate finance & share service TelkomMetra
- Wida Utari (S1 Teknik Industri - STT Telkom 1995), vice president - head of regiaonal incharge Indosat Ooredoo
- Cut Noosy Keumalafajri (S1 Teknik Telekomunikasi - STT Telkom 1996), direktur customer experience Grab Indonesia
- Eka Prastama (S1 Teknik Industri - STT Telkom 1996), Komisi Nasional Disabilitas
- Aiman Witjaksono (S1 Teknik Industri - STT Telkom 1996), wartawan dan produser eksekutif di Kompas TV
- Nugroho Gito (S1 Teknik Elektro - STT Telkom 1996), vice president IT entreprise Bank Mandiri
- Irphan Wijaya (S1 Teknik Telekomunikasi - STT Telkom), direktur strategic planning & portfolio management TelkomMetra
- Dr. H. Wido Supraha (S1 Teknik Telekomunikasi - STT Telkom 1997), Wakil Ketua Komisi Penelitian, Pengkajian dan Pengembangan MUI Pusat
- Ika Safitri Windianti, S.T., M.Eng., PhD (D3 Teknik Elektro - Politeknik Telkom 1997), Wakil Rektor II Universitas Muhammadiyah Palangka Raya
- Elnino M. Husein Mohi (Teknik Manajemen Industri - IM Telkom 1998), anggota DPR RI periode 2019–2024 dari Partai Gerakan Indonesia Raya
- Hugo Diba Yusniantama (S1 Teknik Telekomunikasi - STT Telkom 1999), pendiri & CEO Kumparan.com
- Komang Iriani (S1 Teknik Telekomunikasi - STT Telkom 1999), CEO Sariraya Co.Ltd
- Danik Dyah Istyorini (S1 Informatika - STT Telkom 1999), vice president - head of trade marketing Indosat Ooredoo
- Sigit Herprabowo (S1 Informatika - STT Telkom 1999), vice president - head of overall planning & budgeting Indosat Ooredoo
- Anugrah Shaputra (S1 Informatika - STT Telkom 2000), vice president solution operation
- Tepi Aditia (S1 Teknik Elektro - STT Telkom 2000), vice president - head of prepaid marketing Indosat Ooredoo
- Tri Agung Disna (S1 Teknik Elektro - STT Telkom 2000. S2 Manajemen Telkom University 2014), CEO Pointer & vice president Telkomsigma
- Syarbeni (S1 Teknik Elektro - STT Telkom 2001), vice president of Indonesia Program Management Office Huawei Indonesia
- Honesti Basyir (S2 Corporate Finance - STMB Telkom 2000), direktur keuangan Telkom Indonesia, direktur utama Bio Farma
- Judi Ahmadi (STMB Telkom), direktur utama TelkomSigma
- Yaumi Fauzian (S1 Desain Komunikasi Visual - IM Telkom 2008), pendiri & CEO BASE
- Jourdy Pranata (S1 Ilmu Komunikasi - IM Telkom 2011), aktor
- Muhammad Mufid Luthfi (S1 Sistem Informasi - Universitas Telkom 2016), CMO IDCloudHost
- Alfian Pamungkas Sakawiguna (S1 Informatika - Universitas Telkom 2017), pendiri & CEO IDCloudHost
- Achmad Satria Dwi Putera (S1 Manajemen Bisnis Telekomunikasi dan Informatika - IM Telkom 2007), Komite Tetap Industri Logam dan Manufaktur Kadin Kota Bandung
- Angga Wibowo Gultom (S1 Manajemen Bisnis Telekomunikasi dan Informatika - IM Telkom 2007), Pendiri & Pemimpin English Academi Baturaja
- Ismail Yogi Indra Pranata (S1 Manajemen Bisnis Telekomunikasi dan Informatika - IM Telkom 2009), Direktur CV. YOGIJAY PRANATA, Politikus Partai Gerindra